# 反对2011年多国武装干涉利比亚的抗议

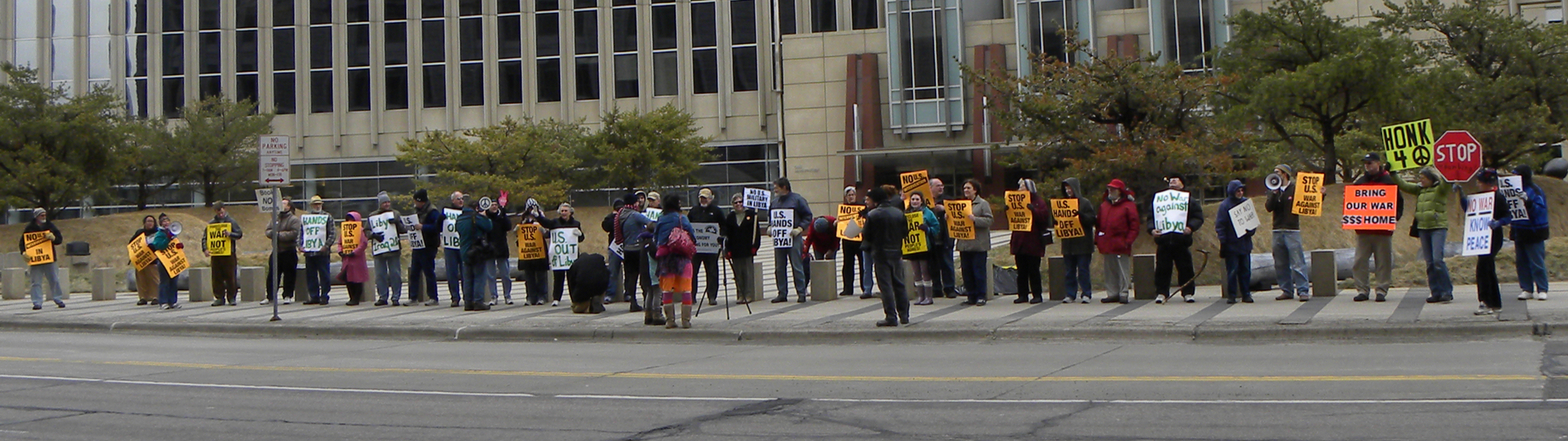
美国明尼蘇達州明尼阿波利斯3月21日的反战抗议

始於2011年3月19日，一直持续至同年多國武裝干涉利比亞结束，全世界的许多城市出现了反对武装干涉北非國家利比亚的反战抗议活动。

## 2011年3月

### 巴西
法维奥拉·奥尔蒂斯3月25日发表在《颠倒世界》（Upside Down World）上的一篇文章称，巴西曾出现过两轮小规模的反对武装干涉利比亚的抗议。3月18日贝拉克·奥巴马访问巴西之行中，劳工党、巴西的共产党和民主工党组织了大约200人在里约热内卢进行抗议。示威活动在抵达美国领事馆前总体保持了和平，随后有人投掷了两枚燃烧弹并伤到了大楼的保安。巴西宪兵随后向抗议人群发射橡膠子彈。一名巴西CBN广播电台的记者在冲突中被打伤。过程中有14名抗议者被逮捕。

### 智利
3月20日，智利首都圣地亚哥出现反对贝拉克·奥巴马访问智利的反战抗议。左翼政党、教授、学生及人权活动家皆有参与抗议。

### 德国
3月20日，包括共产主义者、无政府主义者和移民的70至80人在汉堡示威反对空袭利比亚，并打出标语“要叛乱，不要武力干涉”。3月21日，左翼团体组织了200人在杜伊斯堡示威反对北约干涉及核能建设。3月23日，50名示威者在蒂宾根集会，呼吁停止对利比亚进行空袭。

### 希腊
3月20日，以高中和大学学生为首的约5000名希臘共產黨的支持者在雅典市中心的议会大厦外抗议希腊政府支持北约对利比亚进行的武装干涉。他们举着反政府的横幅和标语牌，上面写着“帝国主义者滚出利比亚”和 “美国-欧盟-北约在杀人”，他们呼喊反政府的口号并焚烧歐洲旗。
3月20日在克里特也发生了抗议，当地的共产主义者向苏达湾的海军基地行进，抗议该军事基地给北约提供干涉利比亚的便利之举，并要求关闭该基地。

### 印度
3月27日，数百位穆斯林示威者在阿巴萨利赫社群的组织下在勒克瑙举行了一场游行示威。游行始于哈兹拉特阿巴斯寺，终于罗扎埃卡兹曼。毛拉纳·阿梅尔·海德尔在人群中发言，谴责美国为首的北约在利比亚的军事行动和在巴林的军事行动。抗议者高呼反对以美国为首的军队的口号，并称其“滥杀无辜者”。

### 意大利
3月26日，意大利的利比亚裔人在罗马共和国广场举行了一场反北约武装干涉利比亚的示威。示威者手持印有大阿拉伯利比亞人民社會主義民眾國国旗的标牌及卡扎菲像以示不满。

### 尼加拉瓜
3月19日至3月24日间，尼加拉瓜先后爆发了三场反战示威。3月24日的第三场示威中，尼加拉瓜利比亚团结委员会组织了数百名总统丹尼尔·奥尔特加的支持者在首都馬拿瓜游行。领导者认为武装干涉“是联合国支持的帝国主义军事扩张”。抗议者高喊“不要战争”、“要和平”以及支持卡扎菲且反对美国的各种口号，并在示威中高举卡扎菲像。

### 马里
3月25日，上千马里人在马里首都巴馬科集会，抗议北约近期的军事行动。人群先游行至法国大使馆，随后又游行至美国大使馆。抗议者一路高喊：“打倒萨科齐！打倒奥巴马！”是次游行由当地的伊斯兰社群组织，并一度瘫痪当地交通。

### 菲律宾
3月20日，菲律宾首都马尼拉出现反北约武装干涉的反战抗议，抗议者焚烧美国国旗的仿制品以示不满。3月21日，天亚社报道称和平运动组织已加入是次示威。穆斯林组织班沙摩洛民族团结运动的发言人乔利·莱斯称：“这种厚颜无耻的军事侵略行为暴露了联合国使用的双重标准”。左翼政党民族第一称对利比亚的空袭是“武力干涉一个主权国家的野蛮行为”。
3月25日，马尼拉一座清真寺的菲律宾穆斯林在主麻日后举行抗议。反战抗议者打出写有“呼吁美国拯救人类，停止对利比亚进行轰炸”的告示牌。

### 俄罗斯
俄罗斯的两个青年组织，納什组织和钢铁组织在数个西方国家大使馆外示威抗议西方国家武装干涉利比亚。他们在联合王国驻莫斯科大使馆、法国驻莫斯科大使馆及美国驻莫斯科大使馆及北约驻莫斯科的机构外筑起了纠察线。钢铁组织的领导人奥列格·索科洛夫将西方的干涉描述为“大屠杀”，并称：“很明显西方的真正意图并不是给利比亚带去民主”。
国际文传电讯社报道称，統一俄羅斯党下属的、亲克里姆林宫的青年组织统一俄罗斯党青年近卫军打算于3月23日在美国、加拿大、比利时、英国、意大利和法国大使馆外筑起纠察线抗议。该组织的活动家参加了在莫斯科的利比亚大使馆前举行的、纪念北约攻击利比亚受害者的献花仪式。

### 塞尔维亚

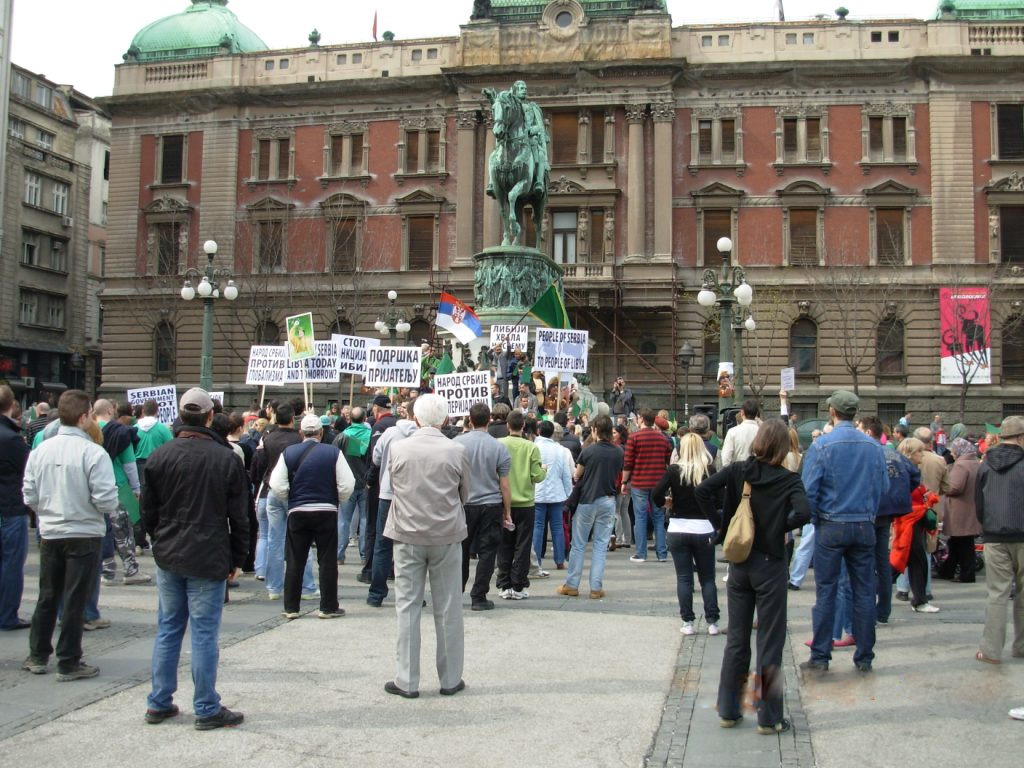
2011年3月26日贝尔格莱德的反战抗议

3月20日，塞尔维亚首都贝尔格莱德发生反北约介入的抗议活动，抗议者携带穆阿迈尔·卡扎菲和约瑟普·布罗兹·铁托的肖像上街。3月26日，共和国广场出现当地利比亚裔参与的第二波反战抗议，抗议者再度在抗议中携带利比亚国旗和卡扎菲的肖像。
3月27日，贝尔格莱德出现第三波反战抗议活动，包括利比亚裔学生和民众在内的200人在曼耶兹公园示威。抗议者高呼包括“来自塞尔维亚的支持”、“塞尔维亚和利比亚是真朋友”、“利比亚和塞尔维亚”、“北约杀人犯”等反战口号，同时高举卡扎菲像。

### 西班牙
3月20日，约400人于巴塞罗那抗议北约的行动，并呼喊“支持利比亚人民，而非北约或卡扎菲”、“不要再为石油流血”。组织者之一的佩雷·奥尔特加认为北约的武力干涉只会让卡扎菲更加强硬。抗议者携带的标牌上写有“不要暴政也不要占领当局，与斗争中的人民团结在一起”的字样。
3月24日，穆尔西亚街道上有人举起“昨日伊拉克，今日利比亚。对人道主义帝国主义说不”的标牌，呼吁北约和卡扎菲均退场，抗议者高喊“不要再为石油流血！”和“停止这场战争！”同日，阿拉伯事业团结委员会在希洪发起了一场反战示威。
3月26日，西班牙首都马德里出现上千人参与的游行。该次游行由人权组织及社运组织举办，他们打出的标牌上写有“为阿拉伯民族的解放：既不要独裁者也不要帝国主义者”。同日，羅塔海軍基地出现要求政府停止空袭利比亚的反战示威。

### 斯里兰卡
斯里蘭卡的各类工会大都反对利比亚的军事行动，且积极组织抗议。3月21日，斯里兰卡工会领袖、西部省州长阿拉维·莫拉纳在可倫坡的媒体简报上称，斯里兰卡的工会将会在该市举行抗议，要求美国及西方国家撤兵。他在媒体简报上还补充道斯里兰卡的反帝國主義组织将会在3月25日于科伦坡大清真寺举行反战抗议。
3月24日，与总统马欣达·拉贾帕克萨结盟的各政党组织了抗议北约领导的空袭的活动。约有500名全国自由阵线的支持者参加了示威活动。抗议者在联合国驻科伦坡办事处外高呼反西方口号和反对联合国秘书长潘基文的口号，挥舞标语牌并焚烧旧轮胎。据BBC驻斯里兰卡记者埃尔莫·费尔南多报道，示威者高喊口号，敦促潘基文辞职并回家，并将对利比亚的军事干预描述为战争罪。全国自由阵线领袖、议员维马尔·维拉万萨称：“我们反对联合国在利比亚问题上偏袒美国和英国的行为，利比亚人民应该自行决定如何解决他们自己的内部问题”。抗议者击打、焚烧美国总统贝拉克·奥巴马的肖像照，一些抗议者称奥巴马是谋杀犯。
3月25日，数百斯里兰卡穆斯林在科伦坡抗议。示威者从科卢皮蒂亚的安息日清真寺游行至美国驻斯里兰卡大使馆。他们一路上手举支持卡扎菲的标语，并焚烧奥巴马的肖像。

### 土耳其
3月20日，劳动党组织了约100人在伊斯坦堡的法国总领事馆外示威。他们高喊“滚出利比亚”、“利比亚人民并不孤单”等口号。3月21日，土耳其左翼政党的成员在安卡拉的法国大使馆外抗议，并打出写有“法国谋杀犯快滚出利比亚！”的标语。

### 英国
3月20日，反战抗议者在伦敦唐寧街街头示威，并挥舞写有“人们依然没有吸取伊拉克和阿富汗中的教训”的告示牌，核裁军运动、停止战争联盟及工党议员傑瑞米·柯賓皆有参与是次示威。柯賓认为“这是一场为了石油的战争，北约希望控制信息并向世界其他国家和地区发出他们的信息，但如果我们想改变我们也能够做到”。时任核裁军运动主席的凯特·哈德逊称武装干涉行为“应受谴责”。时任停止战争联盟副主席的乔治·加洛韦将干涉行为描述为“帝国主义者制造的战争”。当地的反卡扎菲抗议者组织了反反战的反抗议。3月21日，约有150人再次在伦敦街头示威，支持卡扎菲并抗议英国在利比亚的军事行动。

### 美国

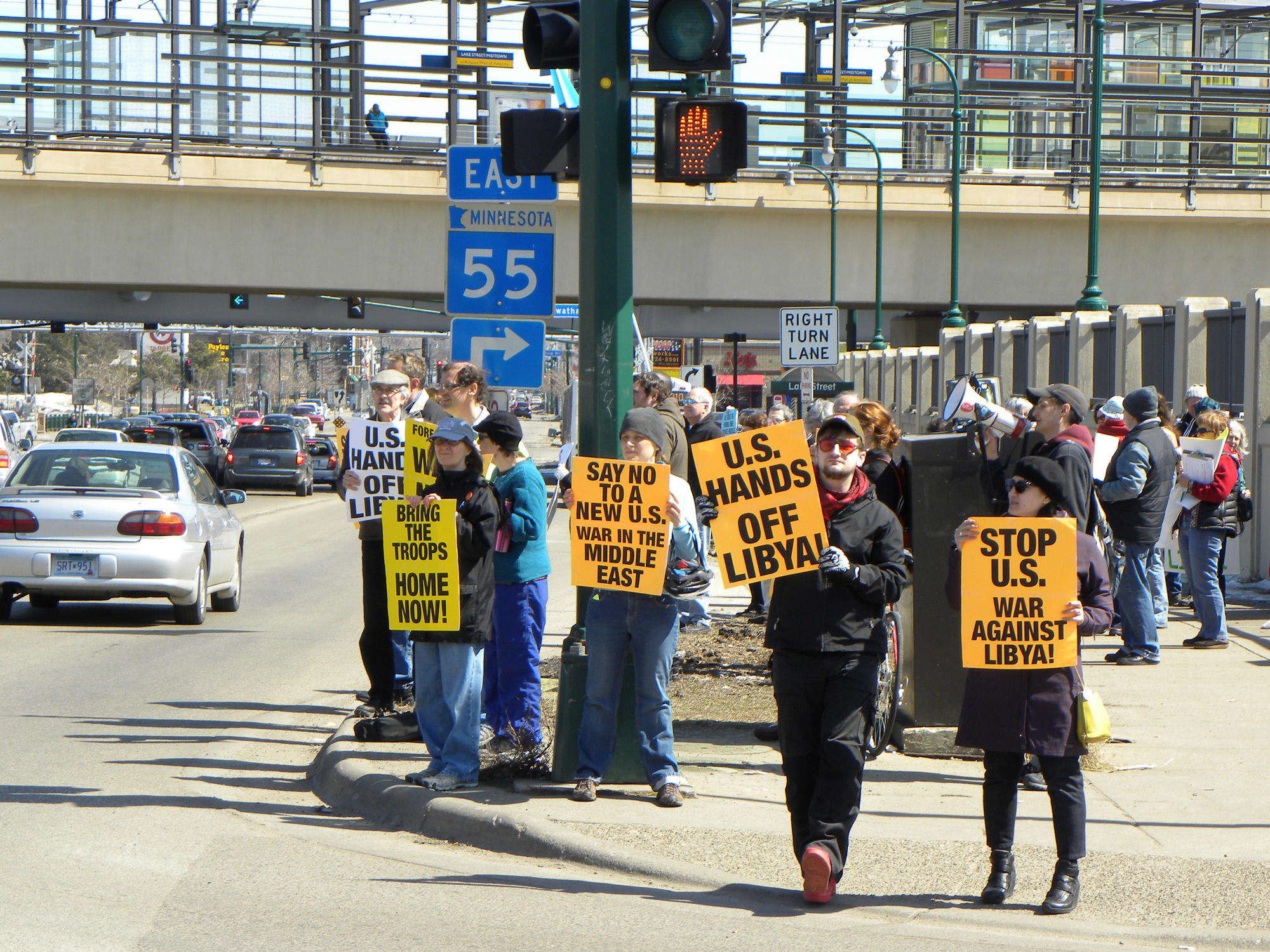
2011年4月2日，明尼阿波利斯街头抗议美国武装干涉利比亚的民众

#### 3月19日
3月19日在纽约時報廣場举行的示威活动原本是为了抗议伊拉克战争，后来变成了抗议对利比亚的武装干涉。美国众议员查尔斯·兰格尔对军事打击前没有征求国会的意见表示愤怒，并加入了抗议者的行列。近80人参加了这次示威。
国际社会主义组织报刊《社会主义工人报》的埃里克·鲁德和山姆·伯恩斯坦报道称，3月19日西雅圖出现反伊拉克战争的抗议者，他们手持“美国/联合国/北约——把手从利比亚拿开！”的标语。3月19日，现在行动停止战争和种族主义行为组织在波士顿发起了一场反战抗议，并在抗议中称美国与联合国为了石油进攻利比亚。
同日，数百人在芝加哥密歇根大街示威。抗议者发放反战传单，叫喊“我们需要在工作上投钱，而不是在战争上投钱。我们需要在学校上投钱，在医保上投钱，而不是在战争上投钱”。数名演讲者在抗议活动中谴责在利比亚进行的军事行动，并反复呼吁“不要联合国、不要卡扎菲，让人民统治班加西！”
工人世界党的党报《工人世界报》报道称，当天约有1500名抗议者在华盛顿哥伦比亚特区总统公园示威，要求终止利比亚的军事行动，停止在伊拉克和阿富汗的战争。旧金山的反战抗议中有示威者将伊拉克战争与空袭利比亚做对比。《工人世界报》还报道称，圣保罗有上百人上街游行，他们高喊“不要在利比亚扩大战争！”
现在行动停止战争和种族主义行为在一场会议中披露了北约媒体调查团体对叛军活动和北约轰炸利比亚的系统性虚假报道。

#### 3月20日
《工人世界报》报道称，现在行动停止战争和种族主义行为组织了上千人在洛杉矶示威，该报认为“利比亚显然是在场每个人的心头之患，示威者对犯罪袭击的消息十分敏感”。

#### 3月21日

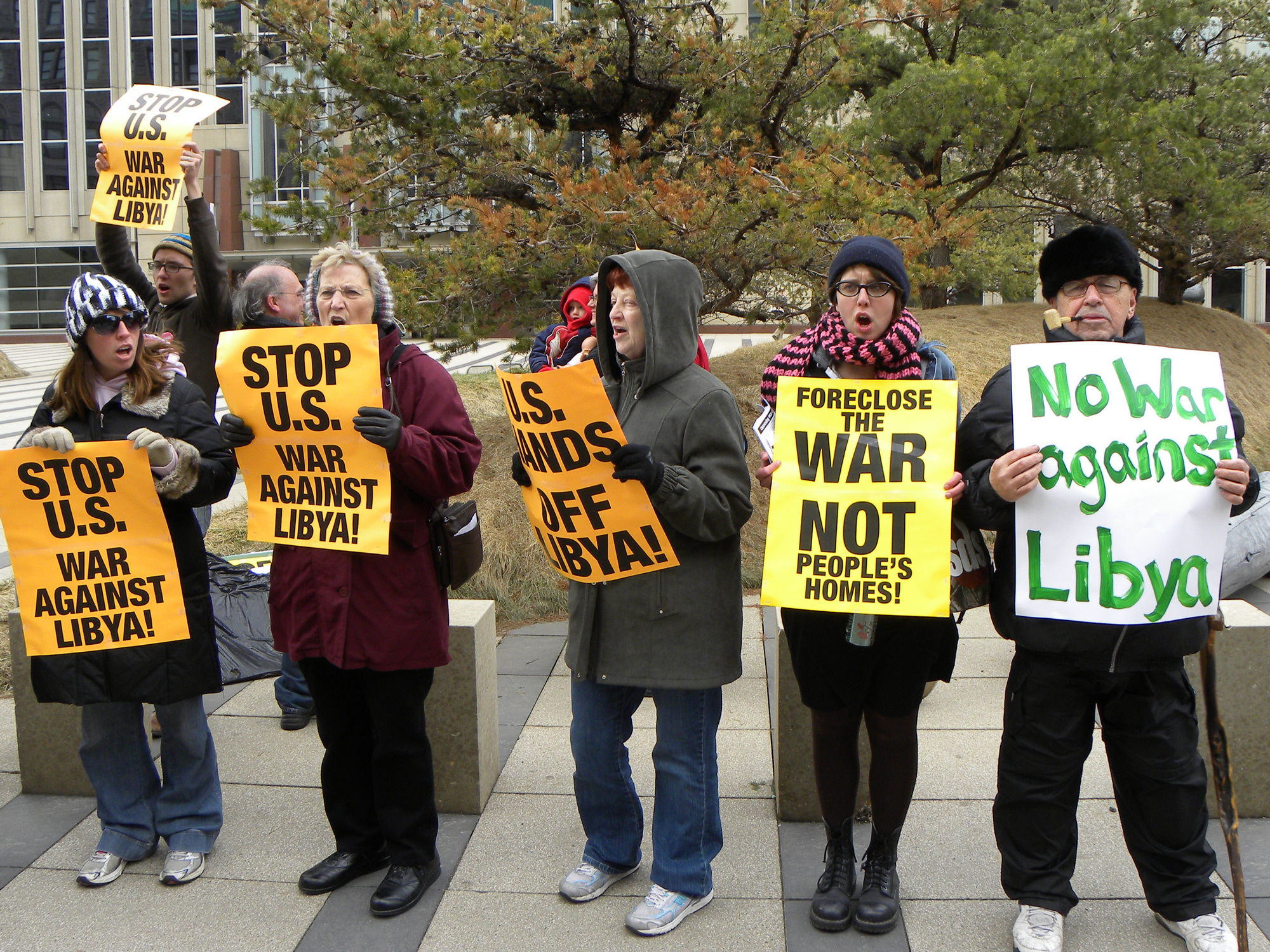
2011年3月21日，明尼阿波利斯手持标语牌的反战示威者

3月21日，明尼阿波利斯出现反战抗议，约75名来自当地反战团体反战委员会的抗议者在明尼阿波利斯市中心的联邦大厦外示威。同日，达斯汀·克鲁辛格在艾奥瓦城组织爱荷华大学的学生进行了一次抗议。田纳西州孟菲斯也出现了反战抗议，抗议者打出“不要战争，要培育人民”的标牌。
该日《工人世界报》报道称，國際行動中心于3月20日在西木區联邦大厦组织了一场示威，呼吁英国、法国及美国停止在利比亚的军事行动。《工人世界报》称，新爱国联盟于美国的成员、全非人民革命党的一个支部、地区联合会及反种族主义行动皆有参与此次示威。
費城同样出现了反战示威。示威者聚集在費城市政廳外抗议并谴责美国-北约在利比亚的军事行动，并举起写有“不要另一场为石油的战争”和“停止美国对阿拉伯人和非洲人的进攻”的横幅。《工人世界报》报道称费城的抗议得到了國際行動中心和布兰迪万和平社团的支持。《工人世界报》还报道称国际行动中心3月21日在时报广场筑起了纠察线抗议各国在利比亚进行的军事行动。

#### 3月23日
争取社会主义和解放党的《解放报》称，奧斯汀和旧金山都发生了反战抗议，包括西县毒物联盟的亨利·克拉克，一名伊拉克战争老兵，粉红代码的一名代表，现在行动停止战争和种族主义行为的理查德·贝克尔，以及争取社会主义和解放党的索尔·卡诺维茨曾先后在人群中发言。抗议者高呼“人道援助是谎言，最后只剩下轰炸和死亡！”

#### 3月26日
3月26日，现在行动停止战争和种族主义行为在华盛顿哥伦比亚特区白宮外组织了一场反战示威，抗议者在抗议中高举写有“钱要拿来创造就业改善教育，不是攻打利比亚”的标语牌。现在行动停止战争和种族主义行为的全国协调员布莱恩·贝克尔称：“人们反对美国继续在利比亚开展军事行动是因为美国无权轰炸利比亚，利比亚的未来应该由该国人民自己决定”。争取社会主义和解放党的《解放报》报道称，这次示威得到了全美各地活动家和包括法拉本多·马蒂民族解放阵线在内的一批进步主义组织的支持，抗议者在示威中高喊：“利比亚战争——我们说不！美国的干预必须停止!”

## 2011年4月

### 澳大利亚
示威者在悉尼的美国领事馆外组织了一场抗议活动，反对澳大利亚政府参与利比亚的军事行动。抗议者抨击聯合國安全理事會第1973號決議，并称真正的民主不能从外部实施，呼吁结束对利比亚的进攻。澳大利亚记者、电影制片人約翰·皮爾格曾在人群中发表讲话。

### 加纳
4月5日，一个名为“反对利比亚境内西方势力之友”的团体在加纳首都阿克拉举行了一场示威，抗议西方插手利比亚。抗议者称西方在利比亚进行的军事行动企图殖民利比亚，是对伊斯兰教的攻击。示威者从卡乌库迪开始游行，通过康达立交桥前往法国大使馆。抗议者一路上手持各类标语，并高喊“西方去死吧！”，示威者的领导者哈吉·拉赫曼向法国大使馆递交了一份请愿书，要求立即停止在利比亚的空袭。

### 印度
4月3日，数百穆斯林在伊玛目朱玛和什叶派神职人员毛拉纳·卡尔贝·贾瓦德的号召下在勒克瑙示威游行，反对北约武装干涉利比亚以及沙特阿拉伯在巴林的军事行动。蒂勒瓦利清真寺的教长毛拉纳·法兹勒·雷曼·瓦伊兹谴责美国在利比亚的行动，并呼吁北约部队立即撤出利比亚。
4月4日，利比亚裔的学生、民众在安拉阿巴德发起了反战抗议，他们认为北约部队正为了石油屠杀利比亚的平民。

### 意大利
4月2日，数个联合会、政治团体及数百名和平主義者在罗马纳沃纳广场示威，抗议北约干涉利比亚。抗议者引用纳尔逊·曼德拉、贝托尔特·布莱希特和阿尔伯特·爱因斯坦的名言，并打出写有“人道主义战争并不存在”的标语和反战的彩虹旗。这次抗议游行的组织者为吉诺·斯特拉达创立的非政府组织Emergency。有数位音乐家参与了该次示威。

### 塞尔维亚
4月9日，塞尔维亚激进党在贝尔格莱德组织了一场反对北约干涉利比亚的会议。会上佛伊斯拉夫·塞塞利宣读了一封反对北约武装干涉的信。

### 西班牙
4月3日，来自30个社会组织和政党约1500人在塞维利亚的街道上游行示威，抗议利比亚的战争。抗议者们宣读了一份题为《反对战争。不是以我们的名义[发动的战争]。声援人民》的宣言，向“阿拉伯和北非人民为社会权利和民主自由的动员”致敬，谴责“政府对和平示威的暴力镇压”，并批评企业媒体“绝对是故意利用并断章取义地报道与利比亚冲突有关的信息，无耻地操纵事实，目的是在西方强加一个对该国的扭曲看法，为干预的合理性留下充分的意识形态基础”。他们还谴责西班牙参与战争，并批评那些攻击利比亚的国家在巴勒斯坦问题和撒哈拉问题上的双重标准，称：“他们从来没有支持捍卫受到联合国承认遭到种族灭绝的人的人权，比如撒哈拉人和巴勒斯坦人”。
4月9日，200多人在马德里抗议利比亚战争，他们打出写有“反对帝国主义战争，为了人民的主权。反对北约，撤除基地”的标幅，要求政府从奥德赛黎明行动中撤出军队，并高呼“帝国主义是恐怖主义”、“萨帕特罗是杀人犯”、“反对北约，支持利比亚”等口号。同日，马略卡岛帕尔马的当地社运组织举行了另一场示威。

### 美国
4月2日，反战委员会、Emergency的利比亚专门委员会、军眷站出来、学生民主会、双城和平运动、退伍军人追求和平及妇女反对军事疯狂等组织在明尼阿波利斯再次发起反战抗议，示威者高喊反战口号，并举起写有“美国把手从利比亚拿开！”、“取消战争，而不是取消人们的住房”、“对美国针对利比亚的战争说不”等口号的标牌。组织者在发表的声明称：“美国在发动伊拉克战争8年后又在中东针对利比亚发起了一场新的战争。这不是什么‘人道主义干预’，这就是一场为了控制该地区石油资源而发动的战争”。反战委员会的梅雷迪斯·阿比对抗议者称：“奥巴马无权为利比亚人民决定谁是他们的领导人或如何处置他们的石油。这些问题应该而且只能由利比亚人民来回答”。

## 2011年7月之后

### 利比亚
示威者在7月15日、7月16日、7月17日三天里连续发起抗议活动，每场抗议都有数千人参与。
8月15日，的黎波里发生了支持卡扎菲的大规模游行示威。